# Ca Revolta
L'associació sociocultural Ca Revolta-Centre de Recursos Just Ramírez és una entitat de la ciutat de València que va obrir les portes al barri de Velluters l'any 2000 per desenvolupar iniciatives socials i culturals, obertes a la participació de qualsevol col·lectiu social o cultural que tinga projectes orientats a la dinamització de la ciutadania. En la seua fundació van participar militants del que fou el partit Moviment Comunista del País Valencià, transformat més tard en Revolta.
És una entitat sense ànim de lucre, gestionada bàsicament per voluntariat; un punt de trobada de gent solidària, crítica i participativa; un espai d'oci alternatiu i de diversió; un catalitzador d'iniciatives tant en els àmbits cultural i artístic com en el social i del pensament crític.
Aquesta activitat que pretén tramar iniciatives i vincular col·lectius es vehicula a través del Centre de Recursos Just Ramírez, que homenatja un arquitecte i activista social clau en la transició.